# L'ostaggio (film 1943)
L'ostaggio (Northern Pursuit) è un film del 1943 diretto da Raoul Walsh.